# Локалита ди Вја Белведере (Удине)
Локалита ди Вја Белведере је насеље у Италији у округу Удине, региону Фурланија-Јулијска крајина.
Према процени из 2011. у насељу је живело 34 становника. Насеље се налази на надморској висини од 21 м.